# Lucas Cepeda
Lucas Antonio Cepeda Barturen (Viña del Mar, 31 ottobre 2002) è un calciatore cileno, attaccante del Colo-Colo e della nazionale cilena.

## Caratteristiche tecniche
Attaccante versatile, predilige giocare da ala grazie all'ottimo dribbling.

## Carriera

### Club
Cepeda è cresciuto nel settore giovanile del Santiago Wanderers ed ha debuttato in prima squadra il 4 giugno 2021 nell'incontro di Copa Chile perso 1-0 contro il Concepción. Ha segnato il suo primo gol il 2 marzo 2022 nel pareggio per 2-2 contro il Santiago Morning.
L'11 febbraio 2024 è stato acquistato a titolo definitivo dal Colo-Colo.

### Nazionale
Ha giocato nelle nazionale cilena Under-23.
Ha debuttato con la nazionale maggiore cilena il 10 ottobre 2024 nell'incontro di qualificazione per il Mondiale 2026 perso 2-1 contro la Brasile. Il 19 novembre seguente realizza i suoi primi gol nel successo per 4-2 contro il Venezuela (doppietta).

## Statistiche

### Presenze e reti nei club
Statistiche aggiornate all'8 novembre 2024.
| Stagione        | Squadra            | Campionato      | Campionato | Campionato | Coppe nazionali | Coppe nazionali | Coppe nazionali | Coppe continentali | Coppe continentali | Coppe continentali | Altre coppe | Altre coppe | Altre coppe | Totale | Totale | Totale |
| Stagione        | Squadra            | Comp            | Pres       | Reti       | Comp            | Pres            | Reti            | Comp               | Pres               | Reti               | Comp        | Pres        | Reti        | Pres   | Reti   |        |
| --------------- | ------------------ | --------------- | ---------- | ---------- | --------------- | --------------- | --------------- | ------------------ | ------------------ | ------------------ | ----------- | ----------- | ----------- | ------ | ------ | ------ |
| 2021            | Santiago Wanderers | PD              | 6          | 0          | CC              | 1               | 0               | -                  | -                  | -                  | -           | -           | -           | 7      | 0      |        |
| 2022            | Santiago Wanderers | PB              | 23         | 4          | CC              | 1               | 0               | -                  | -                  | -                  | -           | -           | -           | 24     | 4      |        |
| 2023            | Santiago Wanderers | PB              | 32         | 3          | CC              | 2               | 0               | -                  | -                  | -                  | -           | -           | -           | 34     | 3      |        |
| 2024            | Colo-Colo          | PD              | 19         | 3          | CC              | 6               | 3               | CL                 | 7                  | 2                  | SC          | 1           | 0           | 33     | 8      |        |
| Totale carriera | Totale carriera    | Totale carriera | 80         | 10         |                 | 10              | 3               |                    | 7                  | 2                  |             | 1           | 0           | 98     | 15     |        |

### Cronologia presenze e reti in nazionale
| Cronologia completa delle presenze e delle reti in nazionale ― Cile | Cronologia completa delle presenze e delle reti in nazionale ― Cile | Cronologia completa delle presenze e delle reti in nazionale ― Cile | Cronologia completa delle presenze e delle reti in nazionale ― Cile | Cronologia completa delle presenze e delle reti in nazionale ― Cile | Cronologia completa delle presenze e delle reti in nazionale ― Cile | Cronologia completa delle presenze e delle reti in nazionale ― Cile | Cronologia completa delle presenze e delle reti in nazionale ― Cile |
| Data                                                                | Città                                                               | In casa                                                             | Risultato                                                           | Ospiti                                                              | Competizione                                                        | Reti                                                                | Note                                                                |
| ------------------------------------------------------------------- | ------------------------------------------------------------------- | ------------------------------------------------------------------- | ------------------------------------------------------------------- | ------------------------------------------------------------------- | ------------------------------------------------------------------- | ------------------------------------------------------------------- | ------------------------------------------------------------------- |
| 10-10-2024                                                          | Santiago del Cile                                                   | Cile                                                                | 1 – 2                                                               | Brasile                                                             | Qual. Mondiali 2026                                                 | -                                                                   | 59’                                                                 |
| 15-10-2024                                                          | Barranquilla                                                        | Colombia                                                            | 4 – 0                                                               | Cile                                                                | Qual. Mondiali 2026                                                 | -                                                                   | 61’                                                                 |
| 19-11-2024                                                          | Santiago del Cile                                                   | Cile                                                                | 4 – 2                                                               | Venezuela                                                           | Qual. Mondiali 2026                                                 | 2                                                                   | 81’                                                                 |
| 8-2-2025                                                            | Santiago del Cile                                                   | Cile                                                                | 6 – 1                                                               | Panama                                                              | Amichevole                                                          | 1                                                                   | 57’                                                                 |
| 20-3-2025                                                           | Asunción                                                            | Paraguay                                                            | 1 – 0                                                               | Cile                                                                | Qual. Mondiali 2026                                                 | -                                                                   | 83’                                                                 |
| 5-6-2025                                                            | Santiago del Cile                                                   | Cile                                                                | 0 – 1                                                               | Argentina                                                           | Qual. Mondiali 2026                                                 | -                                                                   | 55’                                                                 |
| 10-6-2025                                                           | El Alto                                                             | Bolivia                                                             | 2 – 0                                                               | Cile                                                                | Qual. Mondiali 2026                                                 | -                                                                   | 62’                                                                 |
| Totale                                                              |                                                                     | Presenze                                                            | 7                                                                   |                                                                     | Reti                                                                | 3                                                                   |                                                                     |